# Michelle Kwan
Michelle Wingshan Kwan (Chinês simplificado: 关颖珊; Chinês tradicional: 關穎珊; pinyin: Guān Yǐngshān; jyutping: gwaan1 wing6 saan1; Torrance, Califórnia, 7 de julho de 1980) é uma ex-patinadora artística norte-americana de ascendência chinesa. Ela conquistou duas medalhas olímpicas, a primeira de prata em 1998, e a segunda de bronze em 2002, e conquistou cinco medalhas de ouro, três de prata e uma de bronze em campeonatos mundiais.

## Principais resultados
| Resultados                                                                             | Resultados    | Resultados      | Resultados       | Resultados        | Resultados      | Resultados       | Resultados       | Resultados       | Resultados       | Resultados       | Resultados        | Resultados      | Resultados        | Resultados      | Resultados    |
| Internacional                                                                          | Internacional | Internacional   | Internacional    | Internacional     | Internacional   | Internacional    | Internacional    | Internacional    | Internacional    | Internacional    | Internacional     | Internacional   | Internacional     | Internacional   | Internacional |
| Evento/Temporada                                                                       | 1991– 1992    | 1992– 1993      | 1993– 1994       | 1994– 1995        | 1995– 1996      | 1996– 1997       | 1997– 1998       | 1998– 1999       | 1999– 2000       | 2000– 2001       | 2001– 2002        | 2002– 2003      | 2003– 2004        | 2004– 2005      | 2005– 2006    |
| -------------------------------------------------------------------------------------- | ------------- | --------------- | ---------------- | ----------------- | --------------- | ---------------- | ---------------- | ---------------- | ---------------- | ---------------- | ----------------- | --------------- | ----------------- | --------------- | ------------- |
| Jogos Olímpicos                                                                        |               |                 |                  |                   |                 |                  | Medalha de prata |                  |                  |                  | Medalha de bronze |                 |                   |                 | WD            |
| Campeonato Mundial                                                                     |               |                 | 8.ª              | 4.ª               | Medalha de ouro | Medalha de prata | Medalha de ouro  | Medalha de prata | Medalha de ouro  | Medalha de ouro  | Medalha de prata  | Medalha de ouro | Medalha de bronze | 4.ª             |               |
| GP Grand Prix Final                                                                    |               |                 |                  |                   | Medalha de ouro | Medalha de prata |                  |                  | Medalha de prata | Medalha de prata | Medalha de prata  |                 |                   |                 |               |
| GP Nations Cup                                                                         |               |                 |                  |                   | Medalha de ouro |                  |                  |                  |                  |                  |                   |                 |                   |                 |               |
| GP Skate America                                                                       |               |                 | 7.ª              | Medalha de prata  | Medalha de ouro | Medalha de ouro  | Medalha de ouro  |                  | Medalha de ouro  | Medalha de ouro  | Medalha de ouro   | Medalha de ouro |                   |                 |               |
| GP Skate Canada                                                                        |               |                 |                  |                   | Medalha de ouro |                  | Medalha de ouro  |                  | Medalha de ouro  | Medalha de prata | Medalha de bronze |                 |                   |                 |               |
| GP Trophée Lalique                                                                     |               |                 |                  | Medalha de bronze |                 | Medalha de ouro  |                  |                  |                  |                  |                   |                 |                   |                 |               |
| Jogos da Boa Vontade                                                                   |               |                 | Medalha de prata |                   |                 |                  | Medalha de ouro  |                  |                  |                  | Medalha de prata  |                 |                   |                 |               |
| Internacional – Júnior                                                                 |               |                 |                  |                   |                 |                  |                  |                  |                  |                  |                   |                 |                   |                 |               |
| Campeonato Mundial Júnior                                                              |               |                 | Medalha de ouro  |                   |                 |                  |                  |                  |                  |                  |                   |                 |                   |                 |               |
| Gardena Spring Trophy                                                                  |               | Medalha de ouro |                  |                   |                 |                  |                  |                  |                  |                  |                   |                 |                   |                 |               |
| Nacional                                                                               |               |                 |                  |                   |                 |                  |                  |                  |                  |                  |                   |                 |                   |                 |               |
| Campeonato dos Estados Unidos                                                          |               | 6.ª             | Medalha de prata | Medalha de prata  | Medalha de ouro | Medalha de prata | Medalha de ouro  | Medalha de ouro  | Medalha de ouro  | Medalha de ouro  | Medalha de ouro   | Medalha de ouro | Medalha de ouro   | Medalha de ouro |               |
| Campeonato dos Estados Unidos – Júnior                                                 | 9.ª           |                 |                  |                   |                 |                  |                  |                  |                  |                  |                   |                 |                   |                 |               |
|                                                                                        |               |                 |                  |                   |                 |                  |                  |                  |                  |                  |                   |                 |                   |                 |               |
| Legenda: GP = Grand Prix; WD = Abandonou; Competição não foi disputada nesta temporada |               |                 |                  |                   |                 |                  |                  |                  |                  |                  |                   |                 |                   |                 |               |